# Monte Angilaaq
O monte Angilaaq (em inglês:  Angilaaq Mountain) é uma montanha na região de Qikiqtaaluk, Nunavut, Canadá. Fica na ilha Bylot e é a mais alta montanha da ilha.